# Punilla (província)
A Província de Punilla é uma das províncias do Chile localizada na região de Ñuble. A área da província é de 5.202,5 km² com uma população de 98.596 habitantes. Sua capital é a cidade de San Carlos.
Limita-se ao norte com a Província Linares, na Região de Maule; a oeste com a Província Itata; a leste com a Argentina; a sul com a província de Biobío na Região de Bío-Bío.

## Comunas
A província está dividida em 5 comunas:
- Coihueco
- Ñiquén
- San Carlos
- San Fabián
- San Nicolás